# 잠자는 숲속의 미녀 (1959년 영화)
《잠자는 숲속의 미녀》 또는 《잠자는 숲속의 공주》(영어: Sleeping Beauty)는 미국의 월트 디즈니 애니메이션 스튜디오가 1959년 제작한 만화 영화이다.
월트 디즈니사의 정규 극장판으로는 16번째이며, 샤를 페로의 동화 잠자는 숲속의 미녀에 실린 그림을 본따서 클라이드 제로니미, 해밀턴 루스케, 윌프레드 잭슨이 감독했으며 1959년 1월 29일을 통해 극장에 배급되었다.
한국에선 1996년에 비디오로 배급되었다. 2007년 플래티넘 에디션(Platinum Edition)이 수입되면서 '잠자는 숲속의 미녀'에서 '잠자는 숲속의 공주'로 명칭이 바뀌었다. 2019년 미국 국립영화등기부에 등재되었다.

## 줄거리
14세기의 어느 왕국. 자식이 없던 스테판 왕과 레아 왕비는 마침내 딸을 낳게 되고 이름을 '새벽'이라는 뜻의 오로라로 짓는다. 기뻐한 왕은 이 날을 축제일로 정하고, 이웃 나라의 필립 왕자와 오로라 공주를 혼약시킨다. 세 요정이 아기의 탄생을 축복하니, 플로라는 오로라에게 아름다움의 축복을, 포나는 노래의 축복을 내린다. 그런데 마지막으로 메리웨더가 축복을 내리려는 순간, 마녀 말레피센트가 나타난다. 자신을 초대하지 않은 것에 분노한 말레피센트는 오로라에게 16세가 되는 날 물레에 손을 찔려 죽게 되리라는 저주를 내리고는 사라진다. 메리웨더는 저주를 풀 수는 없었지만, 대신 죽는 것이 아니라 깊은 잠에 빠지는 것으로 바꾼다. 잠을 깨울 수 있는 것은 진정으로 사랑하는 이와의 입맞춤이었다. 스테판 왕은 공주를 지키기 위해 나라의 모든 물레를 불태웠지만 근심은 가시지 않았다. 이에 세 요정은 오로라 공주를 숲속 오두막에 숨기고 함께 살며, 16세가 되는 날까지 마법을 쓰지 않기로 결의한다.
그렇게 오로라는 '브라이어 로즈'라는 이름 아래 아름다운 처녀로 자라난다. 16세가 되던 날, 오로라는 숲속에서 노래하다가 길을 지나던 필립 왕자와 마주친다. 서로를 이미 꿈에서 만났던 두 사람은 서로의 정체도 모른 채 바로 사랑에 빠진다. 오로라는 낯선 이를 만나지 말라는 요정들의 말을 어기고 필립을 오두막에 초대한다. 그 무렵, 오두막의 요정들은 오로라의 16세 생일을 준비하기 위해 그동안 쓰지 않았던 마법을 해방한다. 그런데 말레피센트의 부하 까마귀가 이를 목격하고 말레피센트에게 알린다. 이후, 오두막에 돌아온 오로라는 숲에서 만난 남자를 초대했다고 밝힌다. 그러자 요정들이 놀라, 오로라가 공주이며 이미 왕자와 혼약이 되어 있다고 고백한다. 오로라는 충격을 받는다. 한편 필립 왕자 또한 자신의 왕국으로 돌아가, 아버지 휴버트 왕에게 시골 처녀와 결혼하겠다고 선언한다. 휴버트 왕이 반대하자 필립은 시름에 빠진다.
요정들은 오로라를 왕국으로 데려가 축제를 준비시킨다. 상심에 빠져 홀로 있던 오로라에게 말레피센트가 찾아와 유혹한다. 요정들이 오로라를 막으려 하나 너무 늦었고, 결국 오로라는 환영으로 만들어진 물레에 손을 찔려 깊은 잠에 빠지고 만다. 요정들은 오로라를 성의 높은 곳에 있는 방에 재운다. 그리고 왕국 사람들이 충격받는 것을 막기 위해, 왕국 전체에 잠의 마법을 건다. 왕과 왕비를 포함해 모든 백성이 오로라가 깰 때까지 잠들게 된다. 그때 휴버트 왕이 잠꼬대로 필립이 숲속에서 만난 처녀 이야기를 하자, 요정들은 오로라가 만난 남자가 필립이었음을 알게 된다.
요정들이 급하게 필립을 찾는다. 그러나 필립은 숲속 오두막에 갔다가, 말레피센트에게 납치되고 만다. 말레피센트는 필립이 만나려던 숲속 처녀가 오로라 공주인 것을 폭로하고, 필립을 100년 동안 감금함으로써 둘의 사랑이 이뤄지는 것을 막으려고 한다. 다행히 필립은 요정들에게 구출되고, 요정들이 만들어준 미덕의 방패와 진실의 검으로 무장하고 탈출한다. 왕국으로 향하려던 필립과 요정들 앞에 말레피센트가 나타나, 가시덤불로 길을 막아 버린다. 필립이 덤불을 베어 나아가자, 분노한 말레피센트는 거대한 용으로 변하여 직접 필립을 위협한다. 그러나 싸움 끝에 필립이 진실의 검을 말레피센트의 심장에 던져 넣는다. 검에 찔린 말레피센트는 절벽으로 떨어져 최후를 맞이한다.
필립은 잠든 오로라 공주를 만나 입맞춤하고, 저주가 풀려 오로라가 깨어난다. 둘은 잠에서 깨어난 왕국 사람들 앞에 나타난다. 오로라는 마침내 부모님과 재회한다. 오로라와 필립은 사랑을 확인하고 함께 춤을 추며 영화가 끝난다.

## 성우진
| 배역            | 영어 성우                                   | 한국어 성우 |
| --------------- | ------------------------------------------- | ----------- |
| 오로라 공주     | 메리 코스타(대사, 노래) 헐린 스탠리(동작)   | 함수정      |
| 필립 왕자       | 빌 셜리(대사) 에드 케머(동작)               | 김일        |
| 마녀 말레피센트 | 엘리너 오들리(대사, 동작) 제인 파울러(동작) | 성선녀      |
| 요정 플로라     | 버나 펠턴(대사) 프랜시스 바비어(동작)       | 나수란      |
| 요정 포나       | 바버라 조 앨런(대사) 매지 블레이크(동작)    | 김정희      |
| 요정 메리웨더   | 바버라 루디(대사) 스프링 바잉턴(동작)       | 임수아      |
| 스테판 왕       | 테일러 홈스(대사) 한스 콘리드(동작)         | 탁원제      |
| 휴버트 왕       | 빌 톰슨(대사) 돈 바클리(동작)               | 이종구      |
| 왕비            | 버나 펠턴(대사) 제인 파울러(동작)           | 임은정      |
| 전령            | 한스 콘리드(동작)                           | 서문석      |
| 디아블로        | 댈러스 매케넌                               | -           |
| 내레이션        | 마빈 밀러                                   | 송두석      |

## 음악
유명한 곡으로는 다음과 같은 곡이 있다:
- "Hail to the Princess Aurora"
- "The Gifts of Beauty and Song"
- "I Wonder"
- "Once Upon A Dream"
- "Skumps"

## 같이 보기
- 월트 디즈니 픽처스의 영화 목록
- 디즈니의 장편 애니메이션 영화 목록